# Andrzej Karmasz
Andrzej Karmasz (ur. 1976 w Gdańsku) – polski artysta wizualny, doktor nauk plastycznych w zakresie sztuk pięknych.

## Życiorys
Absolwent Wydziału Malarstwa i Grafiki gdańskiej Akademii Sztuk Pięknych. Dyplom w pracowni prof. Hugona Laseckiego (2003). Asystent na Wydziale Malarstwa Akademii Sztuk Pięknych w Gdańsku.
Wpływ na jego twórczość miało stypendium w Japonii na Joshibi University od Art and Design (Japanese Government Scholarship – Monbukagakusho, 2004–2006), podróże po Chinach, Nowej Zelandii i Azji Południowo-Wschodniej.
Zrealizował cykl autoportretów, w ramach których nieustannie poddaje przekształceniom swój własny wizerunek. Wciela się w rolę kobiety, korzystając z doświadczeń zdobytych podczas nauki w szkole dla gejsz w Tokio (Autoportret - Geisha II 2005) lub staje się Maoryską z rytualnym tatuażem Monku (Transformacja w Maori 2005).

## Wybrane wystawy
- 2000 - Bilet z Gdańska, Galeria KOŁO ZPAP, Gdańsk
- 2001 - XXXV Krajowa Wystawa Malarstwa "Bielska Jesień", Bielska Gallery BWA, Bielsko-Biała
- 2002 - Rybie Oko, Baltic Contemporary Art Gallery, Słupsk
- 2002 - Znajomi znad morza, Hala 89A, Gdańsk
- 2002 - From Dunedin With Love, Community Art Gallery, Dunedin, Nowa Zelandia
- 2003 - V Krajowa Wystawa Malarstwa Młodych, Konkurs im, E. Gepperta, Wrocław
- 2003 - Przestrzenie Codzienności, Städtische Galerie im Buntentor, Brema, Niemcy
- 2003 - Definitely malefemale, Galeria Koło ZPAP, Gdańsk
- 2004 - Open the door, Seira Gallery, Tokio, Japonia
- 2005 - Absolwent. Differences. Contexts. Alternatives, Instytut Sztuki Wyspa, Gdańsk
- 2005 - Hybrydy, Galeria Le Guern, Warszawa (wystawa indywidualna)
- 2005 - Egocentryczne, Niemoralne, Przestarzałe. Współczesne wizerunki artystów, Zachęta Narodowa Galeria Sztuki, Warszawa
- 2006 - Soft love, Modelarnia, Instytut Sztuki Wyspa, Gdańsk
- 2006 - Graduation -Tokyo Metropolitan Art Museum, Tokio, Japonia
- 2006 - Przekonaj się, Austriackie Forum Kultury, Warszawa
- 2006 - Autopoesis, Slovak National Gallery, Bratysława, Słowacja
- 2007 - “model at hoc”, Instytut Sztuki Wyspa, Gdańsk
- 2007 - Przekonaj się, Galeria Wozownia, Toruń
- 2007 - Trading places “back+forth” – Nieuwe Vide, Holandia
- 2007 - Artyści galerii Le Guern, Le Guern, Warszawa
- 2007 - Moving, Re:wizja Gallery, Nadbałtyckie Centrum Kultury, Gdańsk
- 2007 - Artist in the wonderland, Park Naukowo-Technologiczny, Gdynia
- 2008 - Supermarket 2008, Enskilda Galleriet, Sztokholm, Szwecja
- 2008 - Folk Art Now, Brema, Niemcy
- 2008 - Pożądanie – Patrzenie – Przerażenie, Fundacja Supermarket Sztuki, Warszawa
- 2009 - Obudź się i śnij / Awake and Dream, Signum Foundation, Wenecja
- 2010 - The Slavic Soul Fest, Polish Expacts Association, Birmingham, Wielka Brytania